# Affaire des faux passeports
Ne doit pas être confondu avec Affaire des faux passeports (Italie).
L'affaire des faux passeports est le nom donné par les médias à une affaire d'usage de faux ayant secoué le football français durant le Championnat de France de football 2000-2001. Les clubs concernés sont ceux de l'AS Monaco, le RC Strasbourg, le FC Metz et surtout l'AS Saint-Étienne à qui l'affaire reste associée dans la mémoire collective.
À la suite de suspicions quant à la validité de certains passeports des footballeurs de ces clubs, la justice est amenée à procéder à des vérifications qui révèlent au grand jour l'usage de faux passeports par certains joueurs. En parallèle, la Ligue nationale de football (ancêtre de la LFP) est amenée à prendre des sanctions sportives. Outre l'émoi provoqué par ces révélations, cette affaire reste célèbre quant aux multiples revirements des sanctions prises par les instances footballistiques à l'encontre des clubs et des joueurs. Dans une situation véritablement « inédite », ces dernières ont longtemps hésité, se sont contredites et ont finalement laissé à la justice administrative le soin de trancher dans les cas les plus litigieux.

## Quota du joueurs étrangers
Depuis l'arrêt Bosman datant de 1995 et effectif à compter de la saison 1996-1997, les clubs de football de l'Union européenne peuvent aligner sur la feuille de matchs (à l'époque 16 joueurs : 11 titulaires et 5 remplaçants) un nombre illimité d'étrangers du moment que ceux-ci possèdent la nationalité d'un État membre de l'Union européenne. Ils sont par contre limités à trois joueurs étrangers, dit « extracommunautaires », ne possédant pas la nationalité de l'un des (à l'époque) 15 États membres de l'Union européenne.
À la suite de cette affaire, cette règle sera d'ailleurs revue, et le nombre de trois joueurs ne concernera qu'un faible nombre d'États (ceux ne faisant pas partie des pays dits « Afrique Caraïbes Pacifique », c'est-à-dire ayant passé un accord avec les instances européennes).

## Hiérarchie des décisions
À la suite des nombreuses réclamations ayant entaché cette saison noire du football français, il convient de rappeler les différents degrés de juridiction prévus par les règlements fédéraux pour le football français :
- sur le plan sportif, au niveau de la Ligue (chargée d'organiser le championnat) :
  - réclamation, examinée par la Ligue
  - en cas de contestation possibilité d'appel : examen par la commission d'appel de la Ligue.
- Toujours sur le plan sportif, les parties peuvent ensuite faire appel à la fédération (qui a autorité sur la Ligue) c'est-à-dire auprès :
  - de la Commission fédérale d'appel de la fédération.
  - et enfin appel possible auprès du conseil fédéral de la fédération. Cette décision clôt un litige sur le plan sportif.
- Néanmoins, il est ensuite possible de porter l'affaire devant le juge administratif, la Ligue étant chargée d'une mission de service public :
  - Tribunal administratif
  - Cour administrative d'appel
  - Conseil d'État, juge de cassation (avec une décision définitive)

## Prélude à l'affaire
Pour pouvoir éventuellement recruter plus d'étrangers, les dirigeants de l'ASSE suggèrent au printemps 2000 aux deux Brésiliens du club, Alex Dias (meilleur buteur du club la saison précédente, qui a vu les Verts finir à la 6e place du championnat) et Aloísio, d'essayer de récupérer, compte tenu des liens historiques entre le Portugal et le Brésil, la nationalité portugaise, ce qui libérerait de deux joueurs extracommunautaires le banc stéphanois pour la saison à venir. En effet, le club stéphanois compte déjà, dans son effectif, plusieurs autres joueurs non ressortissants de l’Union européenne : le Sénégalais Pape Sarr, l’Ivoirien Tchiressoua Guel et le Camerounais Lucien Mettomo, qui font partie de l'équipe type et qui ne peuvent donc pas être alignés plus de trois en même temps.
La demande n'a évidemment rien d'illégal en soi. Le cas s'est d'ailleurs déjà produit, Deco à titre d'exemple était initialement brésilien avant d'acquérir la double nationalité portugaise à son arrivée au Portugal, pays dont il finira par porter les couleurs.
Le 4 mai 2000, Aloísio indique avoir obtenu un passeport portugais. À la fin du même mois, le 30 mai 2000, son compère Alex Dias indique avoir lui aussi pu obtenir le précieux document. La saison 2000-2001 débute bien pour les Stéphanois. Après avoir occupé la quatrième place au soir de la quatrième journée (avec notamment une victoire 3-0 contre l'OM, dont deux buts d'Alex), ils ont l'occasion de prendre la première place du classement en cas de victoire lors d'un match décalé de la 5e journée à Auxerre. Après avoir mené deux fois au score les Stéphanois s'inclinent 3-4 et redescendent à la septième place au moment de recevoir le voisin lyonnais. En outre, Aloísio est gravement blessé par un Auxerrois durant le match. Il sera indisponible six mois.

## Chronologie
- 6 septembre 2000 : L'affaire commence dans les coulisses du derby entre Saint-Étienne et Lyon (le derby de la banderole « Les Gones inventaient le cinéma... quand vos pères crevaient dans les mines »). Intrigué du changement de nationalité de deux joueurs et renseigné par José Fuentes, l'agent d'Edmílson (arrivé lui-même à l'intersaison), de la pratique de falsification de passeports par certains agents de joueurs, le président Jean-Michel Aulas informe les dirigeants de l'ASSE qu'il portera réclamation si les joueurs sont alignés sur la feuille de match, suspectant des faux. Aloísio est de toute façon blessé lourdement, mais Alex Dias, présent à Geoffroy-Guichard n'est pas aligné. Raison officielle : il serait sur le départ pour le Bétis Séville (alors que le marché des transferts est clos dans toute l'Europe depuis une semaine). Le derby se solde par un nul 2-2. Bien vite la rumeur de la menace d'Aulas et de la légalité du passeport portugais d'Alex commence à courir.
- 17 septembre 2000 : « Plus portugais que ces passeports, tu meurs », déclare le président de l'ASSE, Alain Bompard, face à cette rumeur.
- 23 septembre 2000 : Les Stéphanois, qui n'ont plus gagné depuis le 19 août, perdent à Strasbourg 2-3. Le lendemain, l'entraîneur depuis 1998, Robert Nouzaret, prend la porte.
- 27 septembre 2000 : Le club fait vérifier le passeport d'Alex aux rayons ultraviolets au commissariat de Saint-Étienne : il semble authentique.
- 30 septembre 2000 : Le gardien ukrainien Maksym Levytskyy obtient lui un passeport grec. Le jour même, les Stéphanois sont défaits à domicile 0-2 par Rennes et deviennent relégables. John Toshack est nommé entraîneur.
- 30 octobre 2000 : Le club fait vérifier le passeport grec de Levytskyy, il semble authentique.
- 25 novembre 2000 : Le joueur monégasque Pablo Contreras est aligné lors de la défaite 3-4 de son équipe à Lens. Il ne se doute pas qu'il joue alors son dernier match avec les rouges et blancs.
- 26 novembre 2000 : 17e journée et fin des matchs aller (18 clubs à l'époque). Après avoir réalisé un bon mois d'octobre, l'ASSE est 13e avec trois points d'avance sur le premier non-relégable.
- 29 novembre 2000 : Début des matchs retour.
- 1er décembre 2000 : Gérard Bourgoin, à l'occasion de l'Assemblée générale de la Ligue (dont il est président) annonce que l'ensemble des passeports des étrangers de D1 et de D2 (78 au total) vont être vérifiés.
- 2 décembre 2000 : Vérification officielle du passeport d'Alex. Les autorités portugaises indiquent qu'elles n'ont jamais délivré leur nationalité à Alex. Le couperet tombe. Il s'agit d'un faux. Le soir, Alex joue contre Toulouse. Les verts gagnent 1-0.
- 4 décembre 2000 : Toulouse (dont Robert Nouzaret est devenu entraîneur en remplacement d'Alain Giresse début octobre !) porte réclamation pour une fraude éventuelle sur l'identité d'Alex. Vérification officielle du passeport de Levytskyy. C'est également un faux.
- 10 décembre 2000 : Levytskyy est écarté de l'équipe pour le match à Bordeaux. Initialement écarté du groupe jusqu'à nouvel ordre, il ne jouera plus jamais avec les verts, cédant sa place à Jérémie Janot.
- 11 décembre 2000 : La SAOS Saint-Étienne-Loire porte plainte contre X au tribunal de grande instance de Saint-Étienne, pour faux et usage de faux, avec constitution de partie civile. Le juge d'instruction Nicolas Chareyre est chargé de l'enquête. Saint-Étienne se pose officiellement en victime de cette affaire.
- 18 décembre 2000 : Alain Bompard et Didier Lacombe (directeur général de l'ASSE) sont entendus par la commission juridique de la Ligue avec leurs contradicteurs toulousains. Elle suspend Alex et Levytskyy « à titre conservatoire » et demande à les entendre le 9 janvier avec mention « présence obligatoire ». Il semblerait également que le monégasque Pablo Contreras (chilien avec un passeport italien), le gardien du but messin Faryd Mondragón (colombien avec un passeport grec) ainsi que le réserviste (aucun match joué cette année-là) strasbourgeois Diego Garay possèdent de faux documents.
- 19 décembre 2000 : La Ligue porte plainte contre X pour faux et usage de faux auprès du parquet de Paris, sans constitution de partie civile. Une enquête préliminaire est ouverte, qui donne commission rogatoire à la direction nationale de la police judiciaire de Nanterre. L'AS Nancy-Lorraine, reléguée en mai précédent, demande sa réintégration immédiate en D1, s'estimant lésée par l'emploi du faux passeport de l'Argentin Diego Garay.
- 21 décembre 2000 : Alain Bompard sort de son silence et plaide non coupable dans L'Équipe. « Je me suis fait berner » dit-il. Le même jour, lors de la rencontre Strasbourg-Metz, un pétard est jeté des tribunes messines qui touche à l'oreille l'assistante Nelly Viennot. Le match est arrêté. Bien que sans rapport direct avec l'affaire, ce fait va contribuer à l'incompréhension générale du classement qui va débuter à partir de ce moment-là. Arrêté à 1-0 le match est quelques jours plus tard donné perdu 0-0 aux deux clubs.
- 22 décembre 2000 : Saint-Étienne demande la vérification du passeport portugais d'Aloísio, obtenu dans les mêmes conditions que celui d'Alex.
- 27 décembre 2000 : Saint-Étienne fait appel de la décision de la commission juridique de la LNF, de suspendre Alex et Levytskyy jusqu'au 9 janvier. Le club veut une liste complète des joueurs à double nationalité de la D1 pour, éventuellement, porter plainte à son tour contre des adversaires qui pourraient également être concernés. Parallèlement, la PJ visite la Ligue pour vérifier certains documents.
- 28 décembre 2000 : Levytskyy demande son transfert au Spartak Moscou, avec qui il est en stage. La Ligue veut d'abord des explications et ne lui délivre pas sa lettre de sortie. Saint-Étienne, qui lui doit de l'argent, joue sur le même registre pour le faire revenir.
- 3 janvier 2001 : Perquisition de la SRPJ au siège du club.
- 4 janvier 2001 : La commission d'appel de la Ligue rejette l'appel stéphanois et demande à la commission juridique de statuer sur le fond du dossier. John Toshack quitte le club, moins de quatre mois après son arrivée. Rudi Garcia et le joueur Jean-Guy Walleme assureront l'intérim... qui durera jusqu'à la fin de la saison. Le match Strasbourg-Metz est officiellement donné perdu 0-0 aux deux équipes (en plus d'un match à huis clos pour Strasbourg). Les deux clubs feront appel.
- 9 janvier 2001 : Levytskyy se présente devant la LNF, mais pas Alex, resté au Brésil pour des problèmes familiaux. Le gardien ukrainien décharge ses dirigeants et invoque des intermédiaires douteux. La Ligue entend aussi Gérard Soler du staff stéphanois mais ne prononce aucune sanction. Elle attend le retour en France du Brésilien, convoqué à nouveau pour le 16 janvier. À sa sortie, Levytskyy est mis en garde à vue par la SRPJ de Lyon. Il sera interrogé dix-huit heures.
- 10 janvier 2001 : Levytskyy est présenté au juge Chareyre et mis en examen pour usage de faux, sous contrôle judiciaire, mais peut rejoindre le Spartak Moscou en stage en Israël. En parallèle, le monégasque Pablo Contreras est transféré au club argentin du Racing Club.
- 12 janvier 2001 : Depuis le Brésil, dans les colonnes de A Gazetta sportiva, est publié un article où Alex accuse les dirigeants stéphanois d'avoir organisé la délivrance de son passeport portugais. Son avocat, Me Buffard, démentira qu'Alex ait jamais tenu ces propos.
- 13 janvier 2001 : Metz-Rennes 2-2. Les dirigeants rennais déposent réclamations à la suite de l'alignement sur le terrain de Mondragón.
- 15 janvier 2001 : Alex arrive à Lyon et se voit placé en garde à vue dans les locaux de la SRPJ. Il sera entendu sept heures et mis en examen pour usage de faux.
- 16 janvier 2001 : Le matin, quatre policiers du SRPJ de Lyon perquisitionnent le siège de l'AS Saint-Étienne sur commission rogatoire du juge Chareyre. Ils resteront une heure et demie et repartiront avec les contrats et autres documents concernant Aloísio, Alex et Levytskyy.
En fin d'après-midi, la commission juridique de la Ligue auditionne Alex, Gérard Soler et Didier Lacombe, à Paris. Les sanctions tombent sur le coup de 23 heures : un an de suspension ferme pour Gérard Soler, quatre mois de suspension dont deux ferme pour Alex et Levytskyy, retrait de sept points au classement général de la D1 pour l'AS Saint-Étienne. La situation d'Alain Bompard, en sa qualité de vice-président de la Ligue, sera évaluée par la commission d'appel et d'éthique. Les dirigeants stéphanois annoncent immédiatement qu'il feront appel des sanctions. Ils désignent Edinho, l'agent d'Alex et Aloísio, comme étant à l'origine des faux. Enfin (peut-être pour minimiser le nombre de contestations potentielles), elle confirme la victoire des verts 1-0 contre Toulouse.
- 18 janvier 2001 : La police judiciaire mène une perquisition de trois heures au siège de la Ligue nationale de football et emporte avec elle toutes les pièces nécessaires à la constitution des contrats d'Aloísio, Alex et Levytskyy.
- 25 janvier 2001 : Saint-Étienne fait officiellement appel des sanctions prononcées par la Commission juridique de la LNF le 16 janvier. L'appel doit être examiné par la Commission d'appel et d'éthique le 5 février. Toulouse a également fait appel de la décision de laisser la victoire à Saint-Étienne.
- 30 janvier 2001 : l'AS Monaco est pénalisé de deux points pour le faux passeport de Contreras. Les dirigeants feront appel.
- 1er février 2001 : Aloísio est mis en examen pour « usage de faux » par le juge d'instruction stéphanois Nicolas Chareyre. L'attaquant stéphanois est remis en liberté sans contrôle judiciaire. Son passeport portugais, obtenu dans les mêmes conditions que celui d'Alex, est également un faux.
- 5 février 2001 : Après avoir examiné le recours déposé par l'AS Saint-Étienne contre les sanctions du 16 janvier, la commission d'appel et d'éthique de la Ligue nationale de football a décidé de différer sa décision de vingt-quatre heures, pour donner des fondements juridiques solides à sa sentence et entendre l'AS Monaco dans l'affaire du passeport italien de Contreras.
- 6 février 2001 : Saint-Étienne n'est plus pénalisé que de trois points en appel, mais la Ligue donne le match du 2 décembre 2000 gagné 0-0 pour Toulouse. Pendant les débats, un membre de la commission propose la rétrogradation directe de Saint-Étienne en D2. Les deux points de pénalité de Monaco sont annulés. Rennes gagne 0-2 par tapis vert son match contre Metz. Le même jour, la commission juridique entend Aloísio, qui, blessé, est sanctionné de trois mois de suspension dont deux avec sursis.
- 7 février 2001 : Alain Bompard, président de l'ASSE, démissionne de son poste de vice-président de la Ligue. Il reste membre du conseil d'administration, même s'il déclare qu'il « n'a plus rien à faire avec ces gens-là ». Les Stéphanois font appel cette fois auprès de la FFF.
- 9 février 2001 : Le gardien de but arménien Roman Berezovski, qui s'était engagé à signer un contrat de quatre ans avec l'AS Saint-Étienne durant l'intersaison avant de finalement revenir sur sa décision, met en cause les dirigeants stéphanois dans un entretien accordé à France Football. Il affirme qu'une clause de son contrat « exigeait qu'il soit titulaire d'un passeport grec ».
- 12 février 2001 : Alex affirme devant la commission d'enquête du parlement brésilien à Brasilia, que l'agent de joueurs Edinho, ancien international, lui a facilité l'obtention d'un faux passeport portugais. Le joueur de l'ASSE a également déclaré que Gérard Soler, le président-délégué stéphanois, lui avait conseillé d'utiliser un passeport européen au moment de son arrivée en France.
- 16 février 2001 : Toulouse demande une victoire sur tapis vert dans le match nul obtenu à Metz lors de la 17e journée, contestant la nationalité de Faryd Mondragón qui aurait joué sous un faux passeport grec. Mais le club lorrain, malgré le passeport grec de son gardien colombien, n’a pas dépassé le quota de joueurs non ressortissants de l’Union européenne. L’appel toulousain sera rejeté le 2 mars.
- 2 mars 2001 : Marche arrière de la Fédération qui revient aux sanctions de janvier : l'ASSE est pénalisée de 7 points, mais récupère à nouveau sa victoire 1-0 sur Toulouse ! Par ailleurs, initialement donné perdu aux deux équipes, la Ligue décide de faire rejouer à huis clos le derby Strasbourg-Metz tout en sanctionnant Strasbourg de 3 points de pénalité et en attribuant un autre match à huis clos. Scandalisés, les arbitres indiquent qu'ils n'arbitreront pas ce match. "Le classement devient ubuesque", titre France Football. Le club stéphanois fait appel de la pénalité et Toulouse de la perte du match (après l’examen par la Ligue, l'appel auprès de la Ligue, l'examen par la FFF, cet appel auprès de la FFF est le dernier possible pour les deux clubs). Strasbourg de ses 3 points de pénalité.
- 15 mars 2001 : La pénalité de 3 points est annulée pour Strasbourg. Le match à huis clos est confirmé.
- 16 mars 2001 : Jurandil Joarez, président de la commission brésilienne d'enquête parlementaire sur les affaires qui minent le football auriverde, déclare à Zurich devant la FIFA que « à Saint-Étienne, la direction du club a eu connaissance des faux passeports, y a participé et a même conservé les passeports pour mieux contrôler les joueurs ». Les dirigeants stéphanois nient en bloc. « Si les députés brésiliens nous convoquent, nous irons en courant », déclare Gérard Soler.
- 4 avril 2001 : La justice pénale condamne Contreras, Mondragón et Garay, qui, contrairement aux Stéphanois semblaient au courant de l'illégalité de leurs passeports à deux ans ferme d'interdiction du territoire. Ils obtiennent pourtant une dérogation pour pouvoir finir la saison avec leurs clubs respectifs !
- 11 avril 2001 : Le match Metz-Strasbourg est rejoué à huis clos, avec un arbitre bulgare. Victoire des Messins 1-0 qui condamne Strasbourg à la D2. Les Strasbourgeois, constatant la présence de Faryd Mondragón lors du match initial de décembre 2000, en profitent pour porter réclamation sur ce point.
- 12 avril 2001 : En conciliateur, le CNOSF propose de rendre la victoire par forfait à Toulouse contre l'ASSE, mais, par souci d'équité vis-à-vis de Metz, Strasbourg et Monaco non sanctionnés sportivement, d'annuler toute autre pénalité pour les verts.
- 13 avril 2001 : Le conseil fédéral de la Fédération décide... de ne pas suivre l'avis du CNOSF. Saint-Étienne garde donc sa victoire face à Toulouse, mais aussi sa pénalité de 7 points. Ayant usé de tous les recours "sportifs", les dirigeants stéphanois portent l'affaire devant la justice administrative. Toulouse fait également appel au Tribunal pour récupérer la victoire face aux Stéphanois.
- 14 avril 2001 : 31e journée : au terme d'un match à rebondissement, où ils mènent 2-0 à la pause puis 3-1, les verts s'effondrent et perdent 3-5 à Monaco. Ils enterrent ainsi leurs derniers espoirs (8 points de retard sur le premier non-relégable), sauf à ce qu'ils récupèrent leurs 7 points de pénalité.
- 18 avril 2001 : Gérard Soler et Didier Lacombe sont mis en examen à Saint-Étienne et placés sous contrôle judiciaire, pour complicité d'usage de faux documents administratifs (passeports) et complicité d'obtention indue de documents administratifs (licences de joueurs). Devant le « bazar » général, Jean-Michel Aulas évoque l'idée de passer dès la saison suivante à un championnat à vingt clubs, ce qui permettrait de repêcher certaines équipes. Il espère sans doute aussi motiver les Stéphanois, qui lutteraient à nouveau pour le maintien (le 16e serait ainsi repêché) et ont un match décisif contre Nantes... en bataille avec Lyon pour le titre de champion.
- 28 avril 2001 : Le match de la 32e journée Strasbourg-Auxerre (1-0) se joue à Caen, conséquence de la sanction d'un match à huis clos pour les strasbourgeois.
- 12 mai 2001 : L'ASSE perd à Nantes 0-1 au cours de l'avant-dernière journée. Nantes est officiellement champion de France et les verts (17e avec 29 points) sont relégués de manière quasi-certaine. Pour se maintenir, il leur faudrait récupérer leurs sept points de pénalité, gagner leur dernier match tout en misant sur une défaite de l'OM (15e à 39 points) et encore reviendraient-ils seulement à égalité au classement : à ce moment, ils seraient encore défavorisés par une mauvaise différence de but. Toulouse (16e avec 34 points) doit lui gagner son dernier match, espérer une défaite de l'OM et récupérer sa victoire sur Saint-Étienne pour se maintenir.
- 17 mai 2001 : Le tribunal administratif de Lyon suspend la pénalité de sept points infligée aux Stéphanois. Certains journalistes suggèrent d'annuler l'ensemble des matchs joués par Monaco, Saint-Étienne, Strasbourg et Metz. Lyon, qui avait pris moins de points face à ces équipes que Nantes deviendrait alors champion.
- 19 mai 2001 : Dernière journée : les verts font nul 2-2 face à Guingamp. Toulouse est humilié 5-1 à Bastia et accompagne les verts en D2.
- 23 mai 2001 : Le tribunal administratif de Toulouse donne la victoire 0-0 à Toulouse contre Saint-Étienne. Les Stéphanois font appel de la décision auprès de la Cour administrative d'appel de Toulouse.
- 29 mai 2001 : La Commission d'éthique donne la victoire par forfait 0-0 à Strasbourg contre Metz dans le match rejoué à huis-clos. Après le match arrêté à 1-0, le match perdu 0-0 pour les deux équipes, la victoire messine 1-0, il s'agit du quatrième résultat différent pour ce match. Les Messins font appel.
- 1er juin 2001 : Marseille et Toulouse, en proie à de gros problèmes financiers, sont menacés de relégation administrative. Pour Toulouse, cela signifierait une descente s'ajoutant à la descente sportive, soit une relégation en National (3e division). Si la décision était confirmée, Saint-Étienne serait réintégré en D1.
- 6 juin 2001 : Marseille et Toulouse, qui avaient respectivement déposé réclamation pour leur match contre Saint-Étienne et Metz sont déboutés de leurs demandes, la réclamation étant hors-délai (le match ASSE-OM datait par exemple du 4 août 2000).
- 20 juin 2001 : Toulouse dépose une requête auprès du Conseil d'État en vue de faire purement et simplement annuler l'ensemble du championnat 2000-2001 et de le refaire jouer avec les mêmes clubs la saison suivante, considérant que trop de matchs ont été, même indirectement (équipes emmêlées dans les affaires), affectés par ces affaires. Cette démarche est possible selon l'article L 821-2 du code de justice administrative, qui permet au conseil d'État « dans l’intérêt d’une bonne administration de la justice » de juger une affaire sur le fond (contrairement à la Cour de cassation qui ne peut que casser un arrêt et renvoyer une affaire devant une cour d'appel).
- 22 juin 2001 : La DNCG maintient l'OM en première division. Mais elle confirme la relégation de Toulouse, qui descendra donc directement de D1 en National[1].
- 25 juin 2001 : Par jugement (rapide mais non référé, avec examen sur le fond), le club de la ville rose voit sa requête rejetée : le Conseil d'État affirme que, quelles que soient les circonstances des matchs en question, dès lors qu'aucune réclamation n'a été déposée en temps et heure, le résultat doit être acté. Néanmoins, il confirme, pour les litiges en cours et s'agissant de l'homologation du championnat 2000-2001 que "en cas de fraude sur l'identité d’un joueur, de falsification concernant l’obtention ou l’utilisation des licences, la sanction est le match perdu, y compris d’ailleurs si le quota d'extracommunautaires n'est pas dépassé"[2].
- 28 juin 2001 : En appel, la fédération confirme la victoire à Rennes 0-2 à Metz. Mais elle rend la victoire messine dans le match rejoué face à Strasbourg, constatant la réclamation hors-délai. Bien qu'ils ne l'annoncent pas sur le coup, il s'avère que les dirigeants strasbourgeois et messins ne feront pas appel de ces deux décisions.
- 29 juin 2001 : Prenant acte des indications du conseil d'État, les Stéphanois abandonnent leur appel de la décision du Tribunal Administratif de Toulouse donnant victoire aux Toulousains. Le classement peut donc être homologué.
- 1er juillet 2001 : Le classement de D1 est homologué, cinq semaines après la dernière journée.
- 18 décembre 2001 : Le conseil de Prud'homme de Saint-Étienne déboute Maksym Levytskyy de sa demande d'indemnité auprès des dirigeants stéphanois pour rupture abusive de contrat. L'Ukrainien réclamait 1 000 000 €. Le joueur fait appel.
- 29 avril 2002 : Ouverture du procès pénal. Aloísio, qui a rejoint le PSG, comparaît avec ses ex-coéquipiers du club forézien, le Brésilien Alex (également au PSG) et l'Ukrainien Maksym Levytskyy (gardien au Spartak de Moscou), pour « usage de faux » et « obtention frauduleuse d'une licence de joueur professionnel ». Gérard Soler, ancien responsable du recrutement à Saint-Étienne, et Edinho, ex-conseiller d'Alex et Aloísio, sont poursuivis pour « complicité » pour les faux passeports des deux Brésiliens.
- 20 juin 2002 : Edinho est condamné à 18 mois de prison ferme et 75 000 € d'amende. Gérard Soler à 2 ans de prison avec sursis, 50 000 € d'amende et un an d'interdiction d'exercer toute fonction sportive. Maksym Levytskyy est condamné à 4 mois avec sursis et 20 000 € d'amende, Alex à 4 mois avec sursis et 50 000 € d'amende et Aloísio à 4 mois avec sursis, 60 000 € d'amende[3].
- 7 mai 2003 : Le Tribunal Administratif de Lyon rejette la demande stéphanoise d'indemnité auprès de la Ligue. Les Stéphanois réclamaient 38 millions d'euros[4].
- 15 novembre 2004 : Le Tribunal de commerce de Nancy condamne Strasbourg à verser à l'AS Nancy-Lorraine la somme de 2,1 millions d'euros, pour le préjudice lié à la descente en Ligue 2. La décision se fonde sur la présence de Diego Garay lors d'un match décisif de la saison 1999-2000 remporté par Strasbourg avec 4 extracommunautaires. Sportivement, l'arrêt du Conseil d'État du 25 juin 2001 empêchait toute réintégration en Ligue 1, mais le club avait décidé de porter l'affaire devant la justice civile pour obtenir des dommages et intérêts[5]. Le Racing fait appel.
- 6 janvier 2005 : L'appel est rejeté par la cour d'appel de Nancy. Faute de pourvoi en cassation, l'indemnité est devenue définitive.
- 14 janvier 2005 : Maksym Levytskyy est débouté de sa demande d'indemnité au club stéphanois pour rupture abusive de contrat par la cour d'appel de Lyon[6]. Il se pourvoit en cassation.
- 27 septembre 2006 : La Cour de Cassation rejette le pourvoi de Maksym Levytskyy dans son litige face à l'ASSE. Cette dernière décision clos définitivement l'affaire des faux passeports[7].

## Joueurs ayant usé d'un faux passeport
À la suite des vérifications opérées à compter de décembre, il s'est avéré que sur les 78 joueurs munis d'un passeport européen, six avaient utilisé un faux, dont la moitié à Saint-Étienne :
- Aloísio (AS Saint-Étienne), brésilien ayant joué avec un faux passeport portugais : 10 matchs joués et 2 buts marqués
- Alex Dias (AS Saint-Étienne), brésilien ayant joué avec un faux passeport portugais : 25 matchs et 13 buts marqués
- Maksym Levytskyy (AS Saint-Étienne), ukrainien ayant joué avec un faux passeport grec : 15 matchs joués
- Diego Garay (RC Strasbourg), argentin ayant joué avec un faux passeport italien : aucun match joué
- Pablo Contreras (AS Monaco), chilien ayant joué avec un faux passeport italien : 9 matchs joués
- Faryd Mondragón (FC Metz), colombien ayant joué avec un faux passeport grec : 30 matchs joués

Ces joueurs ont à l'époque été qualifiés de « brebis galeuses » du championnat de France par Jean-Pierre Camus, président de la commission de discipline de la LNF.

## Récapitulatif des différentes décisions sportives
Match AS Saint-Étienne - Toulouse FC
| Date                                                                                 |                                                                                           |
| ------------------------------------------------------------------------------------ | ----------------------------------------------------------------------------------------- |
| 02/12/2000                                                                           | Victoire sur le terrain 1-0 de l'ASSE                                                     |
| 04/12/2000                                                                           | Réclamation portée par Toulouse                                                           |
| 16/01/2001                                                                           | Victoire confirmée pour l'ASSE par la Ligue en 1re instance                               |
| 25/01/2001                                                                           | Appel des Toulousains                                                                     |
| 06/02/2001                                                                           | La commission d'appel de la Ligue donne la victoire 0-0 à Toulouse                        |
| 08/02/2001                                                                           | Appel des stéphanois auprès de la FFF                                                     |
| 02/03/2001                                                                           | La Commission fédérale (1re instance de la FFF) redonne la victoire 1-0 à l'ASSE          |
| 03/03/2001                                                                           | Appel toulousain                                                                          |
| 13/04/2001                                                                           | Le Conseil fédéral de la fédération en dernier ressort sportif rejette l'appel Toulousain |
| Avril 2001                                                                           | Litige porté par Toulouse auprès du Tribunal Administratif de Toulouse                    |
| 23/05/2001                                                                           | Le tribunal Administratif de Toulouse donne la victoire 0-0 à Toulouse                    |
| Mai 2001                                                                             | Appel stéphanois auprès de la cour d'appel Administrative de Toulouse                     |
| 29/06/2001                                                                           | Les Stéphanois renoncent à leur appel                                                     |
| Score définitif du match : victoire sur tapis vert pour Toulouse sur un score de 0-0 |                                                                                           |

Match FC Metz - Stade rennais
| Date                                                                | |
| ------------------------------------------------------------------- | --- |
| 13/01/2001                                                          | Match nul sur le terrain 2-2. Réclamation portée par Rennes juste après le match.                                                   |
| 06/02/2001                                                          | Victoire donnée 0-2 pour Rennes par la Ligue                                                                                        |
| Février 2001                                                        | Appel des messins |
| 02/03/2001                                                          | La commission d'appel redonne match nul                                                                                             |
| 07/02/2001                                                          | Appel des Rennais auprès de la FFF                                                                                                  |
| 13/04/2001                                                          | La Commission fédérale (1re instance de la FFF) rejette l'appel rennais                                                             |
| Avril 2001                                                          | Rennes fait appel |
| 28/06/2001                                                          | Le Conseil fédéral de la fédération en dernier ressort sportif redonne la victoire (0-2) à Rennes. Les Messins ne feront pas appel. |
| Score définitif du match : victoire pour Rennes sur un score de 0-2 | |

Match RC Strasbourg - FC Metz
| Date                                                                                      |                                                                    |
| ----------------------------------------------------------------------------------------- | ------------------------------------------------------------------ |
| 21/12/2000                                                                                | Match arrêté à 1-0 en raison d'un pétard jeté des tribunes         |
| 04/01/2001                                                                                | Match perdu 0-0 pour les deux équipes par la Ligue en 1re instance |
| Janvier 2001                                                                              | Appel des deux clubs                                               |
| 02/03/2001                                                                                | La commission d'appel de la Ligue ordonne que le match sera rejoué |
| 11/04/2001                                                                                | Match rejoué à huis clos. Victoire 0-1 de Metz                     |
| Juste après le match                                                                      | Les strasbourgeois posent réclamation                              |
| 29/05/2001                                                                                | Victoire donnée 0-0 à Strasbourg par la Ligue en 1re instance      |
| Juin 2001                                                                                 | Metz fait appel                                                    |
| 28/06/2001                                                                                | La commission d'appel de la Ligue redonne victoire 0-1 à Metz      |
| Les strasbourgeois ne feront pas appel. Score définitif du match : victoire 0-1 pour Metz |                                                                    |

Sanctions en points
| Date                                                        | AS Saint-Étienne                                                                             | AS Monaco                                  | RC Strasbourg                       |
| ----------------------------------------------------------- | -------------------------------------------------------------------------------------------- | ------------------------------------------ | ----------------------------------- |
| 16/01/2001                                                  | 7 points de pénalité en 1re instance                                                         |                                            |                                     |
| 25/01/2001                                                  | Appel stéphanois                                                                             |                                            |                                     |
| 30/01/2001                                                  |                                                                                              | 2 points de pénalité en 1re instance       |                                     |
| 31/01/2001                                                  |                                                                                              | Appel monégasque                           |                                     |
| 06/02/2001                                                  | Pénalité ramenée à 3 points par la commission d'appel                                        | Pénalité annulée par la commission d'appel |                                     |
| 08/02/2001                                                  | Appel des Stéphanois auprès de la FFF                                                        |                                            |                                     |
| 02/03/2001                                                  | La Commission fédérale (1re instance de la FFF) aggrave la pénalité et la reporte à 7 points |                                            | 3 points de pénalité                |
| Mars 2001                                                   | Appel stéphanois                                                                             |                                            | Appel strasbourgeois                |
| 15/03/2001                                                  |                                                                                              |                                            | La pénalité de 3 points est annulée |
| 13/04/2001                                                  | Le Conseil fédéral de la fédération en dernier ressort sportif rejette l'appel stéphanois    |                                            |                                     |
| Avril 2001                                                  | Litige porté par l'ASSE auprès du Tribunal Administratif de Lyon                             |                                            |                                     |
| 17/05/2001                                                  | Le tribunal Administratif de Lyon annule toute pénalité. La Ligue ne fera pas appel          |                                            |                                     |
| Situation définitive : aucune pénalité pour les trois clubs |                                                                                              |                                            |                                     |

## Conséquences
- Relégué finalement sur le terrain, Saint-Étienne retrouve la D2 deux ans après sa remontée. Si les Verts ont bien acquis leur descente sur le terrain, il est indéniable que l'affaire a eu des conséquences sur la motivation des Stéphanois. Ceux-ci auront eu à affronter une médiatisation à outrance et à charge durant les trois quarts du championnat (octobre à mai), qui est venue s'ajouter aux errements de la Ligue quant aux sanctions à appliquer ainsi qu'à la suspension de deux de leurs joueurs cadres. Au cours d'une même semaine, il est arrivé aux Stéphanois de gagner ou de perdre trois places sans jouer, aux gré des décisions contradictoires de la Ligue/FFF, ce qui n'a évidemment pas favorisé leur préparation. Sportivement Saint-Étienne perd ses trois joueurs incriminés. Alex Dias (qui malgré sa suspension terminera 7e buteur du championnat) est prêté au Paris Saint-Germain alors que son coéquipier Aloísio est lui tout simplement vendu au club de la capitale pour 10 M€. Le gardien Maksym Levytskyy avait lui vu son contrat cassé dès le début 2001. Les verts repartent de D2 avec un nouvel entraineur, Alain Michel. Du côté des supporters, nombreux seront ceux qui reprocheront à la Ligue de football ses errements, qui selon eux auront défavorisé le club. Certains auront même parlé de « persécution » contre leur club, l'affaire ayant été initiée par le président du club « ennemi » Jean-Michel Aulas. Ceux-ci n'auront pas manqué de remarquer que les sanctions en points n'auront touché que leur club (elles auront été confirmées par toutes les commissions d'appel de la Ligue/FFF et annulées seulement par la justice).
- Toulouse est relégué en National, la sanction administrative de reléguer le club s'ajoute à la sanction sportive de la relégation sur le terrain.
- Non pénalisé par la Ligue, Metz, 12e se séparera de son gardien Faryd Mondragón pour respecter la décision de la justice française interdisant de territoire le joueur dès la fin de la saison.
- Monaco s'est séparé de son joueur Pablo Contreras dès la trêve de décembre/janvier. Il aura joué 9 matchs. À l'issue de l'annulation de la pénalité de deux points initialement attribuée le club de la principauté n'a plus été inquiété par la Ligue, ni par ses adversaires.
- Ayant perdu sur le terrain sa place en D1, Strasbourg ne fera finalement pas appel de la décision de rendre la victoire à Metz dans le derby, ce match n'ayant pour les Strasbourgeois aucune conséquence au classement. Le club se séparera de Garay à l'intersaison.
- Tirant les conséquences des quotas de joueurs non-communautaires, la Ligue modifie dès l'intersaison son règlement, puisque désormais, les joueurs des pays ayant signé un accord de partenariat avec la France sont considérés comme européens. Dans la pratique, cet accord concerne 90 % des joueurs étrangers évoluant dans le championnat de France. Cette règle s'applique dès la saison 2001-2002. Si cette règle avait été en place pour cette saison 2000-2001, aucun des six joueurs en question n'aurait eu besoin de se procurer de faux passeports pour ne pas entrer dans le giron des joueurs extracommunautaires !
Par ailleurs, faisant suite aux suggestions de ses membres, elle décide de revenir à 20 clubs dès la saison 2002-2003. Ce fait a pour conséquence indirecte (la décision n'est pas exclusivement liée à l'affaire, mais ce paramètre a dû influer au moment du choix) de laisser une chance supplémentaires aux Strasbourgeois et aux Stéphanois de retrouver l'élite au plus tôt puisque 4 clubs monteront à l'issue de la saison 2001-2002 en Ligue 1, contre 3 habituellement. Toulouse (finalement débouté de son appel du résultat contre l'ASSE) obtient également une petite chance supplémentaire également puisque 4 clubs monteront du National à la Ligue 2. Finalement, les Strasbourgeois et Toulousains remonteront respectivement en D1 et D2 dès la fin de la saison suivante. Les Stéphanois, auteurs d'une saison mitigée resteront en D2. Ils ne retrouveront l'élite que trois ans plus tard pour la saison 2004-2005.

## Autres scandales dans football français
Parmi les affaires les plus médiatisées, citons les affaires Claude Bez (Girondins de Bordeaux) et Roger Rocher (AS Saint-Étienne), et l'affaire VA-OM. Les trois présidents impliqués furent incarcérés.

## Scandales dans les autres sports
La disqualification à vie le 4 mars 1932 de l'athlète Jules Ladoumègue pour faits de professionnalisme fut le plus important scandale du sport français de la première moitié du XXe siècle. « Julot », qui tenait alors tous les records du monde entre 1  et   2 km, était privé de Jeux olympiques, programmés quelques mois plus tard. Les faits reprochés étaient si bénins que la décision fut perçue comme scandaleuse par le public français. 400 000 Parisiens assistèrent à sa remontée triomphale des Champs-Élysées le 10 novembre 1935. À la suite de cette radiation, l'athlétisme est boudé par le public français qui scande longtemps le nom de Ladoumègue à chaque départ de course. 
Après la Seconde Guerre mondiale qui généra quelques fameux scandales sportifs comme l'interdiction du rugby à XIII dès 1940 et l'abolition du professionnalisme dans tous les sports en 1943, les principaux scandales touchent ensuite essentiellement au dopage et aux malversations financières. Ces dernières peuvent être de types très variées. Double billetterie, détournement de fonds, corruption et fraude fiscale, principalement. 
L'affaire Festina, qui fit en partie la lumière sur l'implication directe de l'encadrement technique et médical dans les programmes de dopage, marqua ainsi l'édition du Tour 1998. Le cyclisme est loin d'être le seul sport concerné par ce problème, mais un cas de dopage sur le Tour de France produira toujours plus de réactions en France qu'un cas similaire sur n'importe quelle autre compétition sportive.
L'affaire Max Barrau sélectionné à 15 reprises en équipe de France entre 1971 et 1974.
Formé au Stade beaumontois, et international avec son club, il émigra d'abord un an au Stade toulousain, puis au SU Agen avant de revenir dans son club formateur du Stade beaumontois. 
Cette volte-face lui fit perdre sa place en équipe de France à cause de 18 mois de licence rouge.
La finale 1993 Grenoble-Castres, le manager du FC Grenoble Jacques Fouroux est candidat à la présidence de la FFR en concurrence et en conflit avec le président Bernard Lapasset.
En finale Grenoble est défait 14-11 par Castres, Jacques Fouroux crie au complot car la finale tourne au scandale, avec une polémique sur l'arbitrage.
En effet un essai d'Olivier Brouzet est refusé aux Grenoblois et l'essai décisif de Gary Whetton est accordé par l'arbitre Daniel Salles, alors que le grenoblois Franck Hueber a aplati au préalable le ballon dans son en-but, privant ainsi les Grenoblois du titre.